# Эпфендорф
Эпфендорф (нем. Epfendorf) — община в Германии, в земле Баден-Вюртемберг. 
Подчиняется административному округу Фрайбург. Входит в состав района Ротвайль.  Население составляет 3353 человека (на 31 декабря 2010 года). Занимает площадь 29,71 км².